# Juan Carlos Gómez Vargas
Juan Carlos Gómez Vargas (Jódar, 3 de diciembre de 1970) es un ingeniero de caminos, canales y puertos y profesor universitario español.

## Biografía
Ingeniero de Caminos, Canales y Puertos por la Universidad de Granada, cursó los estudios de doctorado en el Departamento de Expresión Gráfica, Arquitectónica y en la Ingeniería de la Universidad de Granada para, posteriormente, obtener el título de Doctor Ingeniero de Caminos, Canales y Puertos por la misma universidad en 2003. Su tesis doctoral titulada "Últimas tendencias en señalización del entorno y su repercusión en la ordenación del territorio en el marco de la Comunidad Autónoma de Andalucía" obtuvo la máxima calificación académica. 
También es Técnico Superior en Seguridad y Salud Laboral y Auditor de Sistemas de Gestión en la Prevención, ambas especialidades cursadas en la Suffolk University. Madrid Campus. Para completar su formación en estos campos realizó el posgrado de Experto Universitario en Coordinación de Seguridad y Salud en la Universidad de Sevilla.
Con una amplia trayectoria profesional, de forma muy resumida, ha trabajado en distintos campos de la ingeniería civil desempeñando diferentes responsabilidades destacando los cargos de Responsable de la Actividad de Construcción, Director Técnico de la Región Sur y Responsable de la formación de los Técnicos de nueva incorporación en la compañía multinacional Bureau Veritas así como Coordinador del área de Obra Civil y Responsable del Departamento de Estructuras en Vorsevi, S.A,  importante empresa de raíces andaluzas con proyección nacional e internacional. Previamente, también había desarrollado trabajos de Consultoría y Dirección Facultativa en distintas empresas. 
Desde 2005 su desempeño profesional se viene realizando en la Agencia de Medio Ambiente y Agua de Andalucía, como Responsable Técnico Provincial de las actuaciones en Cuencas Hidrográficas y Gestión del Medio Hídrico así como en Infraestructuras de Abastecimiento y Saneamiento, asumiendo las tareas de coordinación y gestión de un equipo de trabajo multidisciplinar.
Profesor vinculado al Departamento de Expresión Gráfica, Arquitectónica y en la Ingeniería de la Universidad de Granada desde el año 2005, adscrito al área del Expresión Gráfica Arquitectónica hasta el año 2017 y desde entonces hasta la actualidad en el área de Expresión Gráfica en la Ingeniería donde ha impartido docencia en la ETS de Arquitectura, ETS de Ingenieria de Edificación y la ETS de Ingeniería de Caminos, Canales y Puertos en los Grados de Arquitectura, Ingeniería de Edificación, Ingeniería Civil y Doble Grado de Ingeniería Civil + ADE, así como en los Grados de Ingeniería Química e Ingeniería Electrónica Industrial. 
También fue miembro de la Comisión Académica del Máster Universitario de Seguridad y Gestión Integral de la Edificación donde también impartió docencia.
Es autor de varios libros de material docente y ha colaborado en la elaboración de los recursos que se emplean para el desarrollo de las asignaturas donde imparte docencia. 
El resultado de su investigación se ha visto reflejado en diversos artículos publicados en revistas indexadas de temáticas varias relacionadas con el estudio y docencia de la geometría descriptiva, la ingeniería y su relación con el paisaje, también ampliamente divulgada en congresos nacionales e internacionales.
Es investigador colaborador y responsable de la línea de investigación Señalización del paisaje, educación ambiental y estudios de intervenciones en el Grupo de Investigación: Arquitectura, Paisaje y Proyecto Ambiental (HUM - 637) vinculado a la Universidad de Granada..

## Reconocimientos
- Embajador del Colegio de Ingenieros Caminos y Puertos de Jaén (Jaén 2019) [18]
- Pregonero de las Ferias y Fiestas de Jódar  (Jódar 2022).[19]

## Publicaciones destacadas
Entre otras publicaciones destacadas se encuentran:
- Ejercicios resueltos de Geometría Descriptiva, Granada, 2013, Avicam, 141 pp. ISBN: 978-8494178108[20]
- Ejercicios resueltos de Diédrico Directo, Granada, 2014, Avicam, 40 pp. ISBN: 978-8494297496[21]
- Evolución del método didáctico de la Geometría Descriptiva, Granada 2020. Editorial Académica Española, 52 pp. ISBN: 978-6200382344[22]
- La Señalización del Entorno, Granada, 2003, Cristóbal Serrano Villalba, 114 pp. ISBN: 978-8495936219[23]